# Sedlare (Svilajnac)
Pour les articles homonymes, voir Sedlare.
Sedlare (en serbe cyrillique : Седларе) est un village de Serbie situé dans la municipalité de Svilajnac, district de Pomoravlje. Au recensement de 2011, il comptait 614 habitants.
Sedlare est situé sur les bords de la Resava.

## Démographie
| 1948  | 1953  | 1961  | 1971  | 1981  | 1991  | 2002 | 2011 |
| ----- | ----- | ----- | ----- | ----- | ----- | ---- | ---- |
| 1 196 | 1 248 | 1 283 | 1 212 | 1 178 | 1 076 | 690  | 614  |

|  |